# Mala Martînivka, Lutuhîne
Mala Martînivka (în ucraineană Мала Мартинівка) este un sat în comuna Illiria din raionul Lutuhîne, regiunea Luhansk, Ucraina.

## Demografie
Componența lingvistică a localității Mala Martînivka
     Ucraineană (93,33%)
     Rusă (6,67%)
Conform recensământului din 2001, majoritatea populației localității Mala Martînivka era vorbitoare de ucraineană (93,33%), existând în minoritate și vorbitori de rusă (6,67%).